# كبريتات السيريوم الرباعي
 كبريتات السيريوم الرباعي مركب كيميائي له الصيغة Ce(SO4)2 ، ويكون على شكل مسحوق بلوري أصفر.

## الخواص
- ينحل مركب كبريتات السيريوم الرباعي بشكل جيد في الماء.
- يفقد مركب كبريتات السيريوم الرباعي للماء البلوري عند التسخين فوق 180°س، ويبدأ بدءاً من 350°س بالتفكك.
- يمتلك مركب كبريتات السيريوم مثل باقي مركبات السيريوم الرباعي (حالة أكسدة السيريوم +4) خواصاً مؤكسدة قوية خاصة في الأوساط الحمضية.

## التحضير
يحضر مركب كبريتات السيريوم الرباعي من تسخين أكسيد السيريوم الرباعي في وسط من حمض الكبريتيك المركز حسب المعادلة:
CeO2 + 2H2SO4 → Ce(SO4)2 + 2H2O

## الاستخدامات
- يستعمل مركب كبريتات السيريوم الرباعي في معايرات أكسدة-اختزال في الكيمياء التحليلية.